# 紫红獐牙菜
紫红獐牙菜（学名：Swertia punicea）为龙胆科獐牙菜属下的一个种。

## 扩展阅读
- 維基物種上的相關：紫红獐牙菜